# Winikon
Winikon is een plaats in het Zwitserse kanton Luzern en telt 736 inwoners.

## Geschiedenis
Escholzmatt behoorde tot het toenmalige district Entlebuch tot dit in 2007 werd opgeheven. In 2009 ging de Winikon op in de gemeente Triengen.

## Externe link

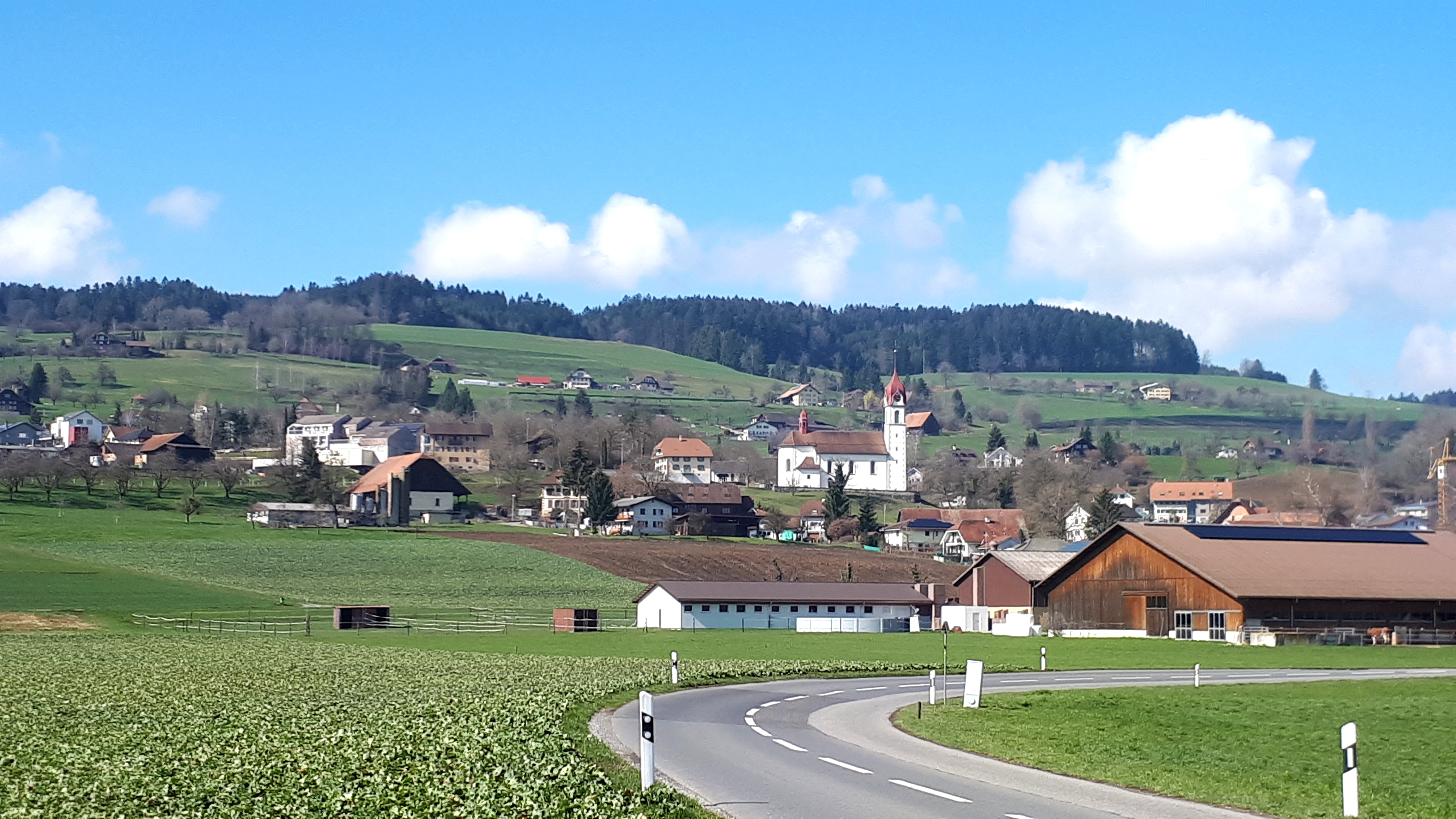